# Real Kakamora Football Club
Real Kakamora Football Club é um clube de futebol salomonense com sede na ilha de Makira. Disputa atualmente a primeira divisão nacional
No ano de 2024, o clube chamou muita atenção na rede social do Instagram, devido a posts e memes que o clube compartilhava que o chamavam de o "pior clube do mundo", agora tendo mais de 26 mil seguidores na rede.